# Wilhelm Schubart (Philologe)

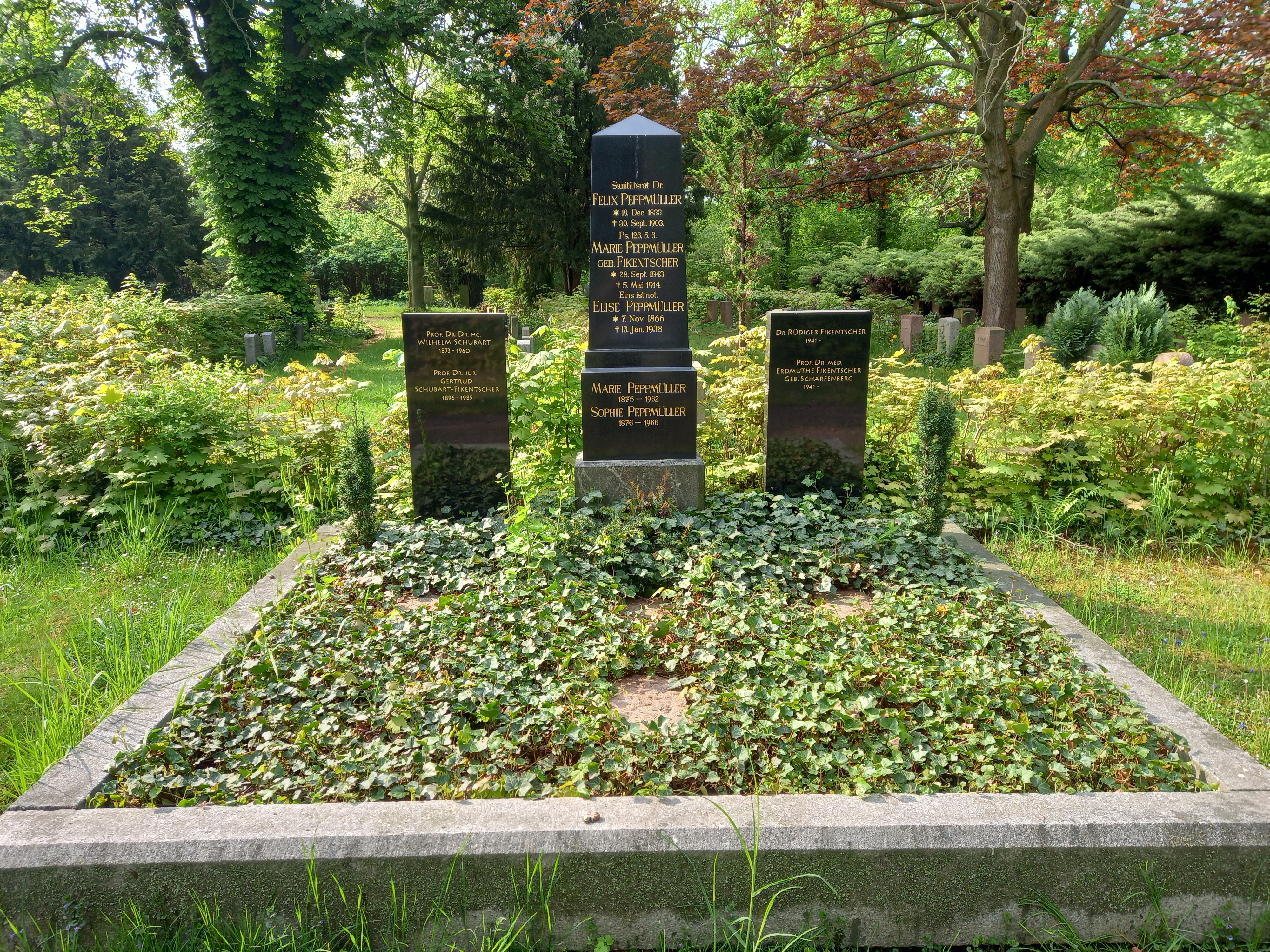
Das Grab von Wilhelm Schubart und seiner Ehefrau Gertrud Schubart-Fikentscher im Familiengrab Peppmüller/Fikentscher auf dem Nordfriedhof (Halle)

Friedrich Wilhelm Ludwig Schubart (* 21. Oktober 1873 in Liegnitz; † 9. August 1960 in Schorfheide-Altenhof) war ein deutscher klassischer Philologe, Althistoriker und Papyrologe. Er war von 1912 bis 1937 Leiter der Berliner Papyrussammlung und hatte von 1948 bis 1952 den Lehrstuhl für Alte Geschichte an der Universität Leipzig inne.

## Leben
Wilhelm Schubart, Sohn des evangelischen Pastors, Superintendenten und Konsistorialrats Friedrich Schubart, besuchte die Volksschule im niederschlesischen Liegnitz und ab 1883 das Gymnasium in Breslau. Er studierte von 1892 bis 1897 Alte Geschichte, Klassische Philologie und Philosophie an den Universitäten zu Tübingen, Halle, Berlin und Breslau. Das Staatsexamen für das Lehramt an Höheren Schulen legte er 1897 ab und promovierte im selben Jahr bei Ulrich Wilcken zu Quaestiones de rebus militaribus, quales fuerint in regno Lagidarum (militärische Angelegenheiten im Ptolemäerreich). Anschließend arbeitete er zunächst als wissenschaftlicher Hilfslehrer am Gymnasium zum Grauen Kloster in Berlin. Seine Habilitation erfolgte 1900, die Dissertation wurde dabei als schriftliche Habilitationsleistung anerkannt. Als Direktorialassistent trat er 1901 in den Dienst der Königlichen Museen zu Berlin. Er arbeitete in der Berliner Papyrussammlung und machte sich als Mitherausgeber der Berliner Klassikertexte (1904–1907) einen Namen.
Als Kustos und Leiter der Papyrussammlung von 1912 bis 1937 erwarb er durch seine Sammlungs- und Entzifferungstätigkeit großes Ansehen. Daneben war er ab 1912 auch außerordentlicher Professor an der Friedrich-Wilhelms-Universität Berlin. Während des Ersten Weltkriegs wurde er 1916 zum Arbeitsbataillon in Soldin (Pommern) einberufen und war dann als Dolmetscher im Kriegsgefangenenlager Wünsdorf bei Berlin tätig, bevor er 1917 auf Antrag der Berliner Museen unabkömmlich (UK) gestellt wurde. Von 1925 bis 1934 gehörte er als Mitherausgeber der Redaktion des Gnomon an und erhielt 1920 die Ehrendoktorwürde der Juristischen Fakultät der Universität Frankfurt am Main. Er heiratete 1928 die 23 Jahre jüngere Juristin Gertrud Fikentscher. Seit 1933 lehrte er als Honorarprofessor Alte Geschichte an der Berliner Universität. In der Zeit des Nationalsozialismus wurde er 1937 auf eigenen Wunsch in den Ruhestand versetzt. Nachdem gegen Ende des Zweiten Weltkriegs seine Wohnung in Berlin-Lichterfelde mitsamt der Bibliothek bei einem Bombenangriff zerstört worden war, zogen Schubart und seine Frau zu Verwandten nach Zwickau.
Nach Kriegsende erhielt Schubart im November 1945 den Auftrag zur vertretungsweisen Verwaltung des nach dem Weggang von Helmut Berve vakanten Lehrstuhls für Alte Geschichte der Universität Leipzig. Er erhielt 1946 einen Lehrauftrag für Geschichte des Altertums und wurde 1948 als ordentlicher Professor auf den Lehrstuhl für Alte Geschichte berufen. Als Direktor leitete er das Leipziger Seminar für Alte Geschichte. Daneben übernahm er von 1949 bis 1951 vertretungsweise das Lehramt für Klassische Philologie (Griechisch) an der Martin-Luther-Universität Halle-Wittenberg. Nach seiner Emeritierung 1952, im Alter von 78 Jahren, zog er zu seiner Frau Gertrud Schubart-Fikentscher nach Halle, wo sie als Professorin für Deutsche Rechtsgeschichte und Bürgerliches Recht lehrte. Schubart starb nach jahrelanger Pflege durch seine Frau am 9. August 1960 im Alter von 86 Jahren.
Schubart war ordentliches Mitglied der Sächsischen Akademie der Wissenschaften, korrespondierendes Mitglied der Deutschen Akademie der Wissenschaften in Berlin, der Akademie der Wissenschaften zu Göttingen, der British Academy und der Österreichischen Akademie der Wissenschaften, Ehrenmitglied der Society for the Promotion of Hellenic Studies, auswärtiges Mitglied der Königlichen Wissenschafts- und Gelehrsamkeitsgesellschaft in Göteborg, Gründungsmitglied und Ehrenpräsident im Comité Internationale de Papyrologie der Association International de Papyrologues. Die Regierung der Deutschen Demokratischen Republik verlieh ihm den Ehrentitel Hervorragender Wissenschaftler des Volkes.

## Bedeutung
Schubarts größte Leistungen liegen auf dem Gebiet der Papyrologie, das er durch seine Tätigkeit als Leiter der Berliner Papyrussammlung, als Herausgeber von Neufunden und als profunder Kenner des antiken Buchwesens bereicherte. Sein Werk Das Buch bei den Griechen und Römern (Berlin 1907. Berlin ²1921. Heidelberg ³1962, herausgegeben von Eberhard Paul) stellt eine knappe, übersichtliche und innovative Einführung in das Thema dar. Seine Einführung in die Papyruskunde (Berlin 1918. Nachdruck Berlin 1980) stand dagegen im Schatten des sechs Jahre früher erschienenen Grundzüge und Chrestomathie der Papyruskunde von Ludwig Mitteis und Ulrich Wilcken. Auch historische Forschungen gingen aus Schubarts papyrologischer Tätigkeit hervor: In den Büchern Ein Jahrtausend am Nil (Berlin 1912. Berlin ²1923) und Ägypten von Alexander dem Großen bis Mohammed (Berlin 1922) schildert er anhand von Papyrusfunden anschaulich das griechische, römische und frühbyzantinische Leben in Ägypten. Zahlreiche kleinere Schriften zu verschiedenen Themen von der Antike bis zur Neuzeit erschienen in einem Sammelband unter dem Titel Glaube und Bildung im Wandel der Zeiten (München 1947).

## Veröffentlichungen (Auswahl)
- Das Buch bei den Griechen und Römern. Berlin 1907. Berlin ²1921. Heidelberg ³1962.
- als Hrsg.: Papyri Graecae Berolinenses (= Tabulae in usum scholarum. Band 2). A. Marcus und E. Weber, Bonn 1911.
- Ein Jahrtausend am Nil. Berlin 1912. Berlin ²1923.
- Einführung in die Papyruskunde. Berlin 1918. Nachdruck Berlin 1980.
- Ägypten von Alexander dem Großen bis Mohammed. Berlin 1922.
- Glaube und Bildung im Wandel der Zeiten. München 1947.